# Nashville Skyline
Nashville Skyline – dziewiąty album studyjny Boba Dylana nagrany w lutym 1969 r. i wydany w kwietniu tego samego roku.

## Historia i charakter albumu
Był to album prezentujący głównie muzykę country.
W tym momencie rozwoju kariery Dylana, w okresie braku kreatywności, album ten był albumem wystarczającym. Jednak gdyby Dylan zdecydował się kontynuować ten styl muzyczny i tekstowy – przestałby być uważany za wybitnego artystę.
Album ten miał przeciwników nawet w Columbii. Nalegali także na Dylana, aby usunął chociaż z tytułu albumu słowo "Nashville".

## Muzycy
- Bob Dylan[a] – gitara, harmonijka, śpiew
- Norman Blake – gitara
- Pete Drake – elektryczna gitara hawajska
- Charlie Daniels – gitara
- Bob Wilson – pianino
- Charlie McCoy – gitara basowa
- Kenneth Buttrey – perkusja
- Johnny Cash – gitara, śpiew
- Marshall Grant[b] – gitara basowa
- W.S. Holland – perkusja
- Carl Perkins – gitara
- Bob Wootton – gitara
- Earl Scruggs[c] – 5-strunowe bandżo na "Nashville Skyline Rag"

## Lista utworów
| 1.  | Girl from the North Country           | 3:44  |
|     |                                       |       |
| 2.  | Nashville Skyline Rag                 | 3:14  |
|     |                                       |       |
| 3.  | To Be Alone with You                  | 2:10  |
|     |                                       |       |
| 4.  | I Threw It All Away                   | 2:26  |
|     |                                       |       |
| 5.  | Peggy Day                             | 2:05  |
|     |                                       |       |
| 6.  | Lay Lady Lay                          | 3:21  |
|     |                                       |       |
| 7.  | One More Night                        | 2:25  |
|     |                                       |       |
| 8.  | Tell Me That It Isn’t True            | 2:43  |
|     |                                       |       |
| 9.  | Country Pie                           | 1:39  |
|     |                                       |       |
| 10. | Tonight I'll Be Staying Here with You | 3:23  |
|     |                                       |       |
|     |                                       | 27:10 |
|     |                                       |       |

## Odrzuty z sesji
1. Nieznany utwór
2. Lay Lady Lay
3. Blues
4. Tonight I'll Be Staying Here with You
5. One Too Many Mornings
6. I Still Miss Someone
7. Don't Think Twice, It's All Right
8. One Too Many Mornings
9. Good Ol' Mountain Dew
10. I Still Miss Someone
11. Careless Love
12. Matchbox
13. That’s All Right, Mama
14. Big River
15. I Walk the Line
16. You Are My Sunshine
17. Ring of Fire
18. Guess Things Happen That Way
19. Just a Closer Walk with Thee
20. T for Texas (Blue Yodel No. 1)
21. Blue Yodel No. 4
22. Mystery Train i rozmowa

- "One Too Many Mornings", "Good Ol' Mountaing Dew", "I Still Miss Someone", "Careless Love", "Matchbox", "That’s All Right Mama", "Big River", "I Walk the Line", "You Are My Sunshine", "Ring of Fire", "Guess Things Happen That Way", "Justa Closer Walk with Thee", "T for Texas" ukazały się na albumie Songs from the Real America firmowanym przez Johnny Cash & Bob Dylan.

## Opis płyty
- Producent – Bob Johnston
- Miejsce i czas nagrania –

Columbia Music Row Studios w Nashville w stanie Tennessee
- - sesja z 13 lutego 1969; album: 3, 4, 7; odrzuty: 1–3
  - sesja z 14 lutego 1969; album: 5, 6, 8, 9
  - sesja z 17 lutego 1969; album: 2, 10; odrzuty: 4–7
  - sesja z 18 lutego 1969; album: 1; odrzuty: 8–25

Inżynierowie dźwięku – Charlie Bragg, Neil Wilburn
- Tekst – Johnny Cash (nagroda Grammy)
- Fotografie –
  - Okładka (przód) wnętrze wkładki – Elliot Landy/LandyVision.com
  - Tył wkładki (Dylan, Cash, Johnston) – Al Clayton
- Czas – 27 min. 10 sek.
- Firma nagraniowa – Columbia
- Numer katalogowy:
  - album analogowy – KCS 9826
  - CD – CK 9825
  - kaseta – PCT 9825
  - wersja zremasterowana – CK 92394
- Data wydania – 9 kwietnia 1969

## Listy przebojów

### Album
| Rok  | Lista                          | Pozycja |
| ---- | ------------------------------ | ------- |
| 1969 | Billboard USA. Albumy popowe   | 3       |
| 1969 | Wielka Brytania. Albumy popowe | 1       |

### Single
| Rok                  | Singel                                  | Lista              | Pozycja |
| -------------------- | --------------------------------------- | ------------------ | ------- |
| kwiecień 1969        | "I Threw It All Away"                   | Billboard. Hot 100 | 85      |
| kwiecień 1969        | "I Threw It All Away"                   | UK Chart           | 30      |
| lipiec/sierpień 1969 | "Lay Lady Lay"                          | Billboard. Hot 100 | 7       |
| lipiec/sierpień 1969 | "Lay Lady Lay"                          | UK Chart           | 5       |
| Październik 1969     | "Tonight I'll Be Staying Here with You" | Billboard. Hot 100 | 50      |